# Khloé Kardashian
Khloé Alexandra Kardashian (Los Angeles, 27 juni 1984) is een Amerikaanse televisiepersoonlijkheid en socialite. 
Kardashian is bekend geworden door de realityserie Keeping Up with the Kardashians, de spil van het commerciële imperium van de familie Kardashian. Ze is, net als haar zussen, een behendig exploitant van haar status als beroemdheid.

## Biografie
Kardashian werd geboren in Los Angeles als dochter van advocaat Robert Kardashian en Kris Jenner. Ze heeft twee oudere zussen (Kourtney en Kim) en een jongere broer (Rob). Haar moeder hertrouwde later met Bruce Jenner. Door dat huwelijk kreeg ze twee halfzussen (Kendall en Kylie), drie stiefbroers (onder wie Brody) en een stiefzus. Haar vader is van Armeense afkomst en haar moeder van Engelse, Schotse en Nederlandse afkomst. De realityserie Keeping Up with the Kardashians toont het glamoureuze leven van deze gelieerde families.
Kardashian behaalde, na het vroegtijdig verlaten van de high school, toch haar diploma door middel van thuisonderwijs.
Zij was in 2012-2013 ook medepresentatrice van het tweede seizoen van het Amerikaanse The X Factor, samen met Mario López.

### Privé
Kardashian trouwde in 2009 met basketballer Lamar Odom. Eind 2013 vroeg ze de echtscheiding aan. In 2016 kreeg ze een relatie met basketballer Tristan Thompson. Ze kregen twee kinderen (2018 en 2022).

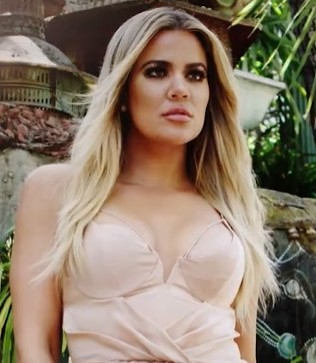
Khloé Kardashian in 2016

## Filmografie

### Televisieseries
- 2014: Royal Pains – als Khloe Kardashian – 1 afl.
- 2013: Real Husbands of Hollywood – als Khloe Kardashian – 1 afl.
- 2011: Law & Order: Los Angeles – als Khloe Kardashian – 1 afl.

### Zelf
Selectie:
- 2007-2021: Keeping Up with the Kardashians – 238 afl.
- 2011-2020: Ellen: The Ellen DeGeneres Show – 9 afl.
- 2008-2020: Entertainment Tonight – 22 afl.
- 2016-2019: Access Hollywood - 4 afl.
- 2009-2019: Jimmy Kimmel Live! – 12 afl.
- 2013-2014: E! News - 7 afl.
- 2012: The X Factor – 16 afl.
- 2012: Punk'd – 1 afl.
- 2011-2013: The Tonight Show with Jay Leno – 5 afl.
- 2011-2013: Good Morning America – 4 afl.
- 2011-2012: Khloé & Lamar – 20 afl.
- 2011-2012: Kourtney & Kim Take New York – 7 afl.
- 2010-2013: Live with Regis and Kathie Lee – 4 afl.
- 2010: 90210 – 1 afl.
- 2009-2013: Kourtney & Khloé Take Miami – 26 afl.
- 2009-2013: Fashion Police – 5 afl.
- 2009: The Apprentice – 11 afl.
- 2009: MADtv – 1 afl.

### Filmproducente
- 2022 The Kardashians - televisieserie - 5 afl.
- 2015-2021: Keeping Up with the Kardashians - televisieserie - 12 afl.
- 2019-2020: Twisted Love - documentaireserie - 6 afl.
- 2019-2020: Twisted Sisters - televisieserie - 3 afl.
- 2015-2016: Rob & Chyna - televisieserie - 1 afl.
- 2016: Kocktails with Khloé - televisieserie
- 2011-2012: Khloé & Lamar - televisieserie - 20 afl.

- Gemeinsame Normdatei: 1205698221
- International Standard Name Identifier: 0000 0000 8879 4394
- Library of Congress Control Number: n2010058481
- Nationale Bibliotheek van Israël: 987007370504305171
- Virtual International Authority File: 129248917
- WorldCat: E39PBJjhwWfdRTXpHycPbbR9Xd